# Yolcu
Yolcu (türk. für „Reisender, Passagier“) ist ein türkischer Familienname, der auch als männlicher Vorname auftritt.

## Namensträger

### Vorname
- Yolcu Mansız (* 1993), türkischer Fußballspieler

### Familienname
- Abdullah Yolcu (* 1958), islamischer Gelehrter und führender Vertreter der Salafisten in der Türkei
- Mürtüz Yolcu (* 1961), türkischer Schauspieler und Theaterfestivalgründer
- Tuğçe Yolcu (* 1993), türkische Schauspielerin
- Türker Yolcu (* 1980), türkischer Handballnationalspieler
- Yüksel Yolcu (* 1966), Theaterregisseur und Dramaturg türkischer Herkunft